# Venturia quadrata
Venturia quadrata är en stekelart som beskrevs av Maheshwary 1977. Venturia quadrata ingår i släktet Venturia och familjen brokparasitsteklar. Inga underarter finns listade i Catalogue of Life.